# كرايغ إنغهام
كرايغ إنغهام (26 يوليو 1965 - ) (بالإنجليزية: Craig Ingham)‏ هو لاعب كريكت نيوزلندي.